# Calumma glawi
Calumma glawi là một loài thằn lằn trong họ Chamaeleonidae. Loài này được Böhme miêu tả khoa học đầu tiên năm 1997.